# Перруз
Перру́з (фр. Perrouse) — коммуна во Франции, находится в регионе Франш-Конте. Департамент — Верхняя Сона. Входит в состав кантона Рьоз. Округ коммуны — Везуль.
Код INSEE коммуны — 70407.

## География
Коммуна расположена приблизительно в 330 км к юго-востоку от Парижа, в 14 км севернее Безансона, в 30 км к югу от Везуля.
По территории коммуны протекает небольшая река Бютье.

## Население
Население коммуны на 2010 год составляло 233 человека.
| 1962 | 1968 | 1975 | 1982 | 1990 | 1999 | 2010 |
| ---- | ---- | ---- | ---- | ---- | ---- | ---- |
| 64   | 68   | 117  | 144  | 154  | 168  | 233  |

## Экономика

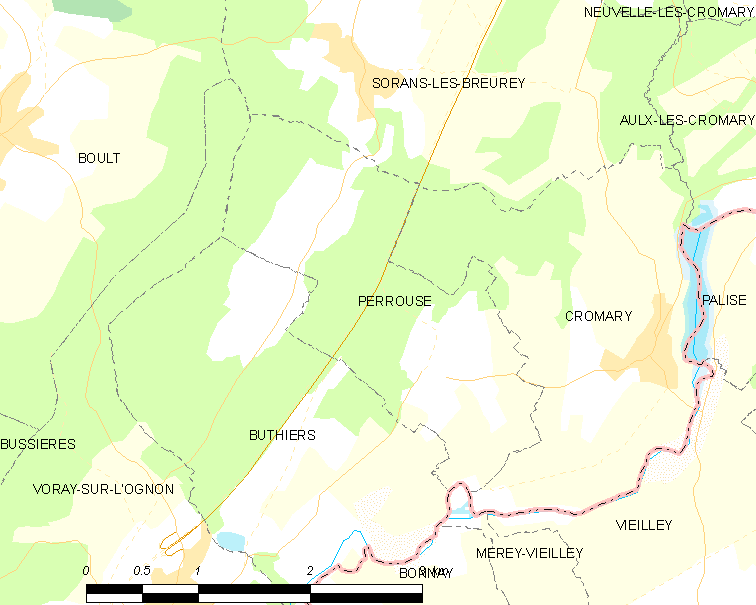
Карта коммуны

В 2010 году среди 150 человек трудоспособного возраста (15—64 лет) 117 были экономически активными, 33 — неактивными (показатель активности — 78,0 %, в 1999 году было 68,7 %). Из 117 активных жителей работали 107 человек (58 мужчин и 49 женщин), безработных было 10 (4 мужчины и 6 женщин). Среди 33 неактивных 9 человек были учениками или студентами, 19 — пенсионерами, 5 были неактивными по другим причинам.